# تبرگ
تُبُرگ، در شاهنامه نام پهلوانی چینی و برادر خاقان چین است که به فرمان خاقان راه بر گردیه بست تا او را به چین بازگرداند و او را وادار سازد که پس از بازگشت به همسری خاقان درآید. گردیه جامهٔ رزم پوشید، با تبرگ به نبرد پرداخت و با نیزه کمرگاه پهلوان چینی را بردرید.
فردوسی در ابیاتی از شاهنامه، از تبرگ یاد کرده، که بیت زیر از آن جمله‌است:
| به پیش سپاه اندر آمد تُبُرگ |  | که خاقان ورا خواندی پیر گرگ |